# Lipotriches brachysoma
Lipotriches brachysoma is een vliesvleugelig insect uit de familie Halictidae. De wetenschappelijke naam van de soort is voor het eerst geldig gepubliceerd in 1891 door Schletterer.